# Alar Karis
Alar Karis (Tartu, 26 marzo 1958) è un politico e botanico estone, ex direttore del Museo nazionale estone e dall'11 ottobre 2021 6º Presidente della Repubblica Estone.

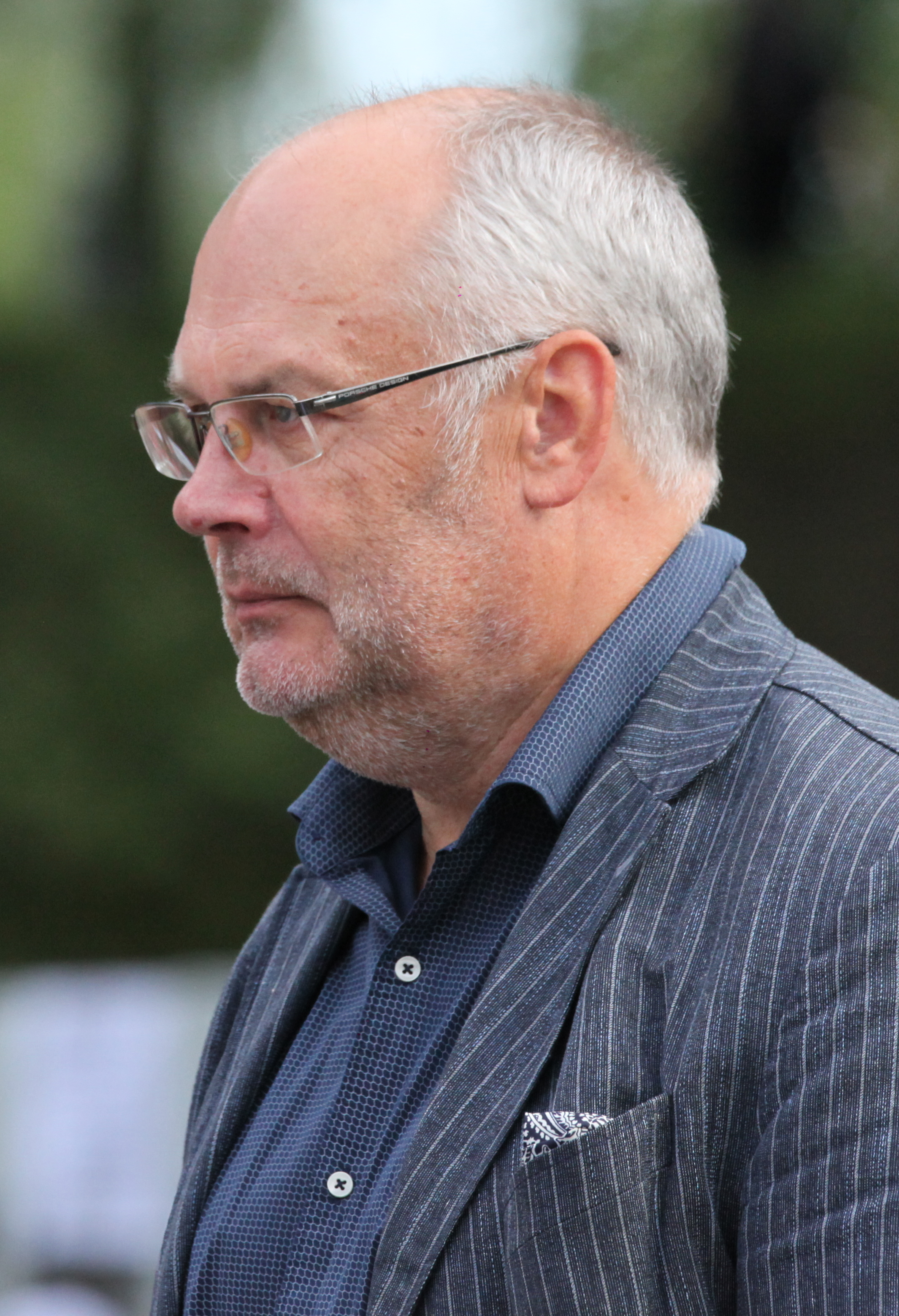
Alar Karis (2021)

Karis è stato rettore dell’Università di Tartu dal 2007 al 2012, e dal 2013 al 2023 è stato revisore generale dell'Estonia.
Nell'agosto 2021, è stato avvicinato dal presidente del Riigikogu (il Parlamento estone), Jüri Ratas, con una prospettiva di nomina per la carica di presidente dell'Estonia nell'elezione che si sarebbe svolta nell’autunno di quell’anno. Egli ha dunque accettato la nomina e la sua candidatura è stata successivamente appoggiata da entrambi i partiti della coalizione, il Partito Riformatore Estone e il Partito di Centro. Il 31 agosto 2021, Karis è stato eletto, in seconda votazione, presidente dell'Estonia, con una maggioranza (72 voti) superiore ai due terzi (67 voti) nel Riigikogu. Ha assunto la carica l'11 ottobre 2021.

## Vita privata
Karis è nato a Tartu il 26 marzo 1958. Suo padre, Harry Karis (nato nel 1930),  è un botanico. È sposato dal 1977 con Sirje Karis ed è padre di tre figli.
Karis si è laureato all’Università Estone di Scienze della vita (EMÜ) e nel 1999 è diventato professore all'università.